# Mar de dunas

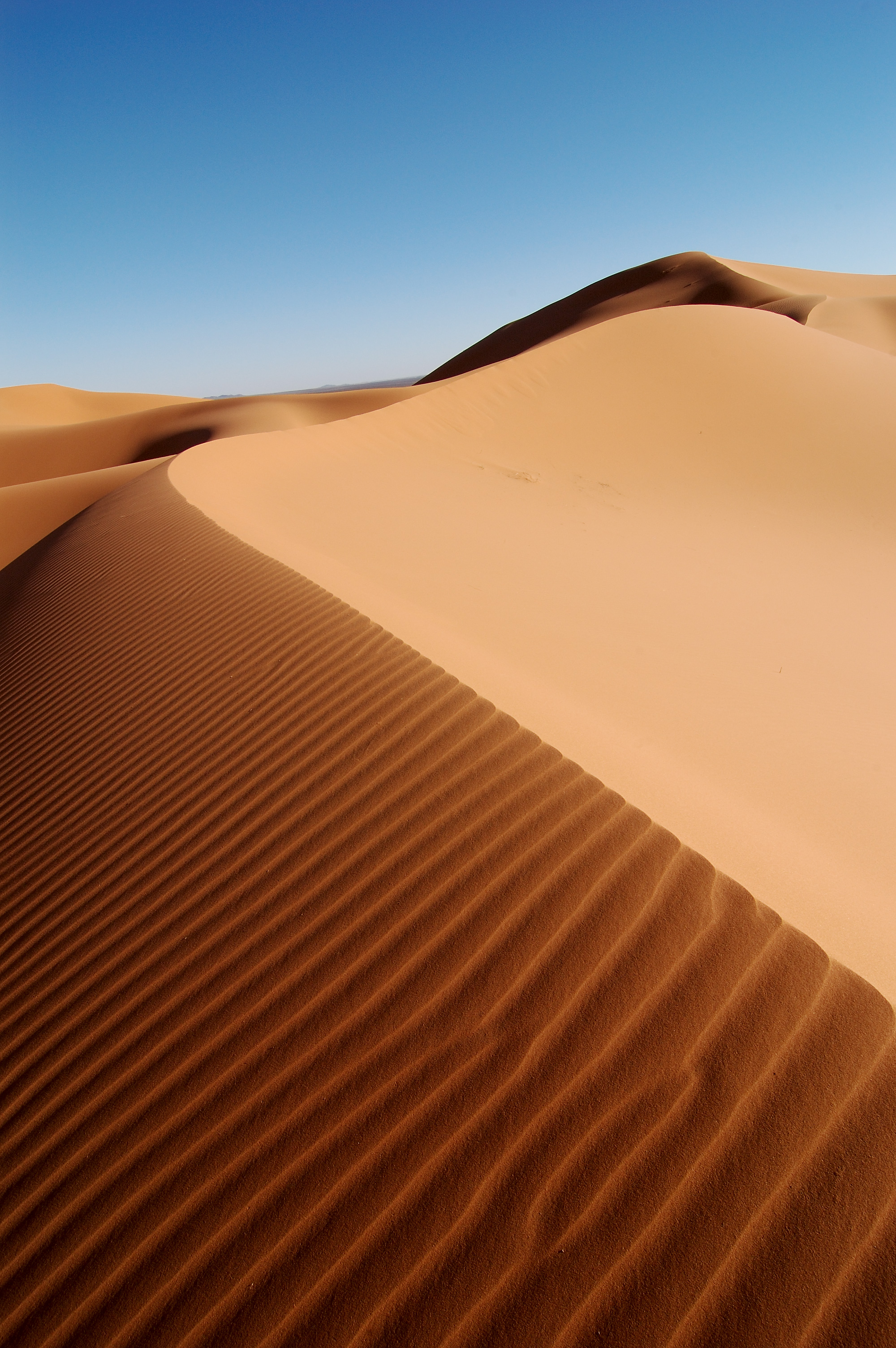
Dunas de un erg en Marruecos.

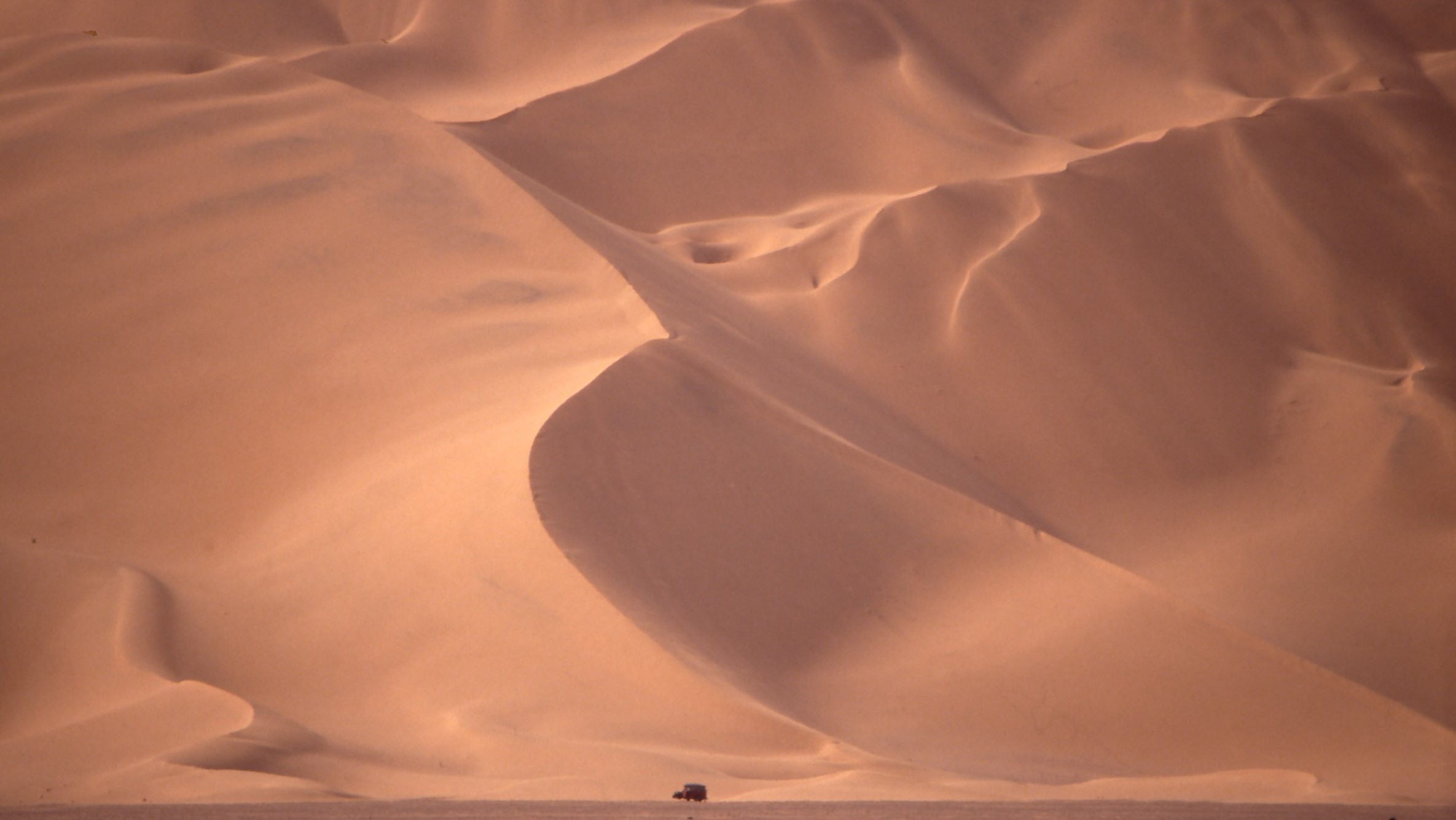
Vehículo en frente de una duna en el Gran Erg Occidental

Un mar de dunas o erg es la región arenosa de un desierto. Viene de la palabra árabe ʿarq, (عرق) usada para definir esas zonas del desierto del Sahara. Se contrapone a hamada, el desierto pedregoso.

## Formación
Las precipitaciones de la estación pluvial sobre los macizos montañosos del Sahara forman torrentes de gran potencia que arrancan materiales en las vertientes y los transportan hasta el llano, antes de perderse en las cuencas endorreicas. Allí se ejerce, en el curso de los milenios, la acción conjugada de la arroyada y del viento que transforma estos derrubios. Con ellos se constituyen dos formaciones distintas: el erg, de arena; y el reg, pedregal de cantos pulidos por el viento cargado de arena.
Esta arena es el resultado de la meteorización de las rocas, que son fragmentadas hasta tener tamaños minúsculos. En los desiertos la meteorización es de tipo mecánico, por los contrastes bruscos de temperatura, que obligan a dilatarse y contraerse a los materiales, los cuales se fragmentan. Posteriormente, la arena es levantada por el viento, chocando con las rocas y arrancándoles poco a poco nuevas partículas, en un fenómeno denominado abrasión. La arena puede ser transportada por el viento a grandes distancias y formar depósitos. Las dunas son acumulaciones de arena y son un rasgo constitutivo del erg.

## Ubicación
Los ergs se concentran entre los paralelos 20 y 40 de ambos hemisferios. Los erg activos se limitan a las regiones que no reciben más de 150 mm de precipitaciones anuales de media. Los mayores se localizan en el norte y sur de África, centro y oeste de Asia y Australia central. En Sudamérica se limitan a la costa peruana y el noroeste de Argentina. En Norteamérica solo se encuentra el Gran Desierto de Altar en el desierto de Sonora, México, que se extiende hacia el norte, hasta el desierto de Yuma (Arizona) y las Algodones Dunes del sureste de California. Las Colinas de Arena de Nebraska son un erg asentado por la vegetación.